# Consejo de Relatores de Derechos Humanos de Cuba
El Consejo de Relatores de Derechos Humanos de Cuba (CRDHC), fundado en mayo de 2007, es una organización sin fines lucrativos cuya lucha se basa en denunciar la violación de los Derechos Humanos en Cuba. Según el CRDHC, Cuba sigue siendo un país en el que la Declaración Universal de los Derechos Humanos, proclamada en 1948, no es plenamente respetada.
El Consejo de Relatores de Derechos Humanos de Cuba elabora un informe mensual en el que denuncia y hace públicos los abusos a los que son sometidos los presos de conciencia, presos comunes y sociedad civil en general. El objetivo es que la opinión pública nacional e internacional ejerza una presión al conocer los datos publicados y así salvaguardar la esperanza de que se produzca un cambio en la situación de los derechos humanos en el país.
Para la elaboración del informe, el Consejo de Relatores cuenta con cerca de 300 miembros distribuidos por toda la geografía cubana, que se encargan de recopilar información acerca de situaciones en las que los derechos humanos son quebrantados.

## Objetivos CRDHC
•Anunciar aquellos abusos que se cometan en materia de Derechos Humanos
•Promocionar y lograr un profundo respeto hacia la Declaración Universal de los Derechos Humanos.
•Ayudar a quienes sufren privaciones de derechos y libertades fundamentales.
•Denunciar la situación de las cárceles en Cuba.
•Proteger de forma especial a los presos políticos cubanos.

## Situación Cuba
Los llamados contrarrevolucionarios por el régimen cubano o disidentes políticos por la comunidad internacional forman la oposición no violenta a los gobiernos de Fidel y Raúl Castro.
Las Fuerzas de Seguridad del Estado utilizan la autoridad que un gobierno ilegítimo les otorga contra civiles indefensos. En Cuba la doctrina comunista no acepta opiniones desviadas, por ello los demócratas sufren continuas violaciones de sus derechos más inherentes.
Cuando un opositor pacífico es detenido injustamente, juzgado si ningún tipo de garantía, y encarcelado se convierte en preso de conciencia. Organizaciones internacionales independientes reconocen y condenan la existencia de presos políticos en Cuba.

## Derechos no respetados en Cuba
El CRDHC denuncia que de los 30 artículos registrados en la Declaración Universal de los Derechos Humanos, Cuba incumple al menos siete derechos fundamentales:
Art.2: Toda persona tiene todos los derechos y libertades proclamados en esta Declaración, sin distinción alguna de raza, color, sexo, idioma, religión, opinión política o de cualquier otra índole, origen nacional o social, posición económica, nacimiento o cualquier otra condición.
Art.3: Todo individuo tiene derecho a la vida, a la libertad y a la seguridad de su persona.
Art.9: Nadie podrá ser arbitrariamente detenido, preso ni desterrado.
Art.13.2: Toda persona tiene derecho a salir de cualquier país, incluso del propio, y a regresar a su país.
Art.19: Todo individuo tiene derecho a la libertad de opinión y de expresión; este derecho incluye el de no ser molestado a causa de sus opiniones, el de investigar y recibir informaciones y opiniones, y el de difundirlas, sin limitación de fronteras, por cualquier medio de expresión.
Art.20.1: Toda persona tiene derecho a la libertad de reunión y de asociación pacíficas.
Art.21.1: Toda persona tiene derecho a participar en el gobierno de su país, directamente o por medio de representantes libremente escogidos.